# Place Fernand-Forest
La place Fernand-Forest est une voie située dans les quartiers Grenelle et Javel du 15e arrondissement de Paris.

## Situation et accès

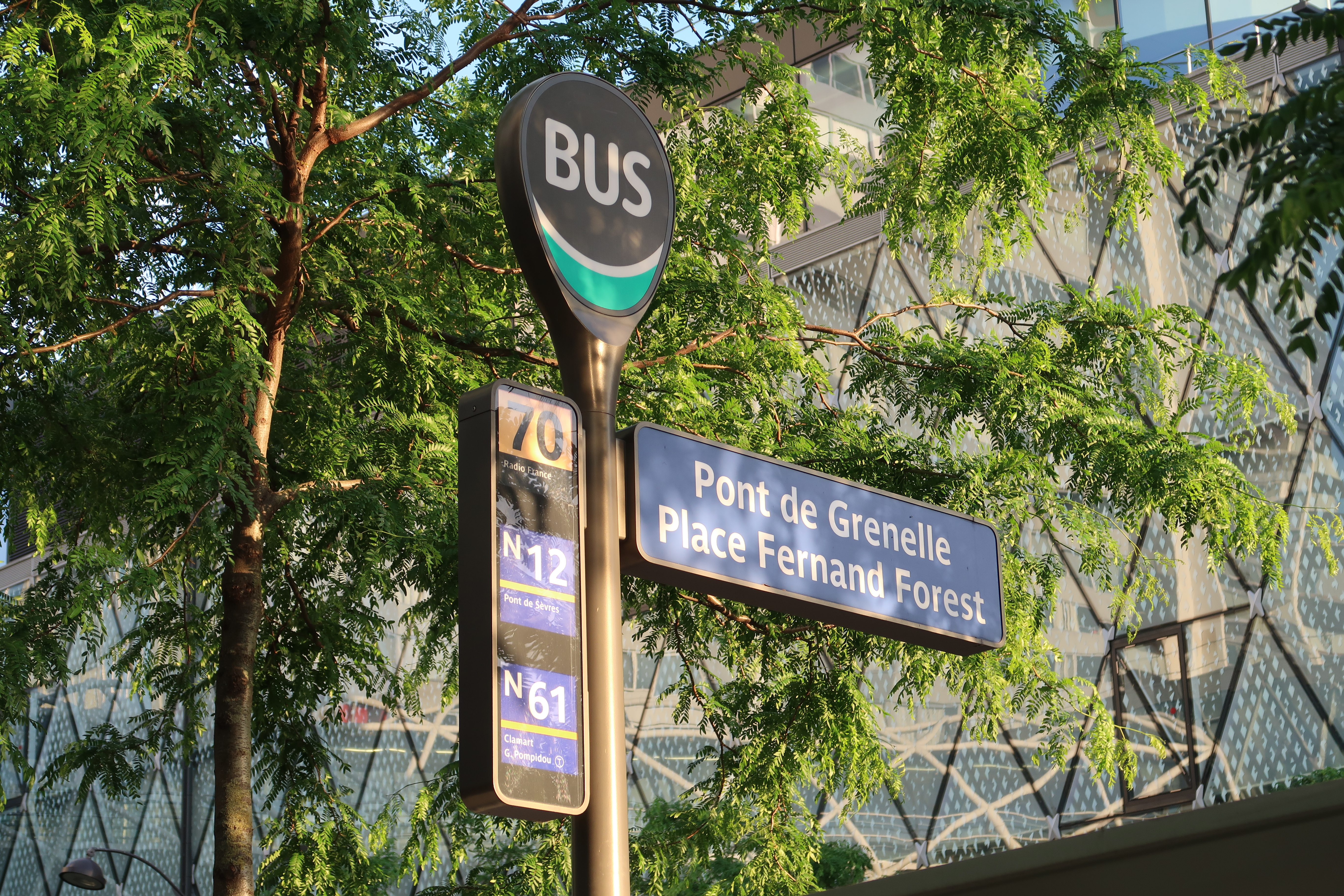
Arrêt de bus.

Elle est située à l'intersection de plusieurs voies : le quai de Grenelle au nord, la rue Linois à l'est, le quai André-Citroën au sud et le pont de Grenelle à l'ouest. Il s'agit d'un carrefour.
Outre les voies routières, elle comprend une zone piétonne et, sur ses limites nord et sud, des jardins, qui font partie de la promenade Gibran-Khalil-Gibran.
Elle est desservie à proximité par la ligne 10 à la station Charles Michels.

## Origine du nom

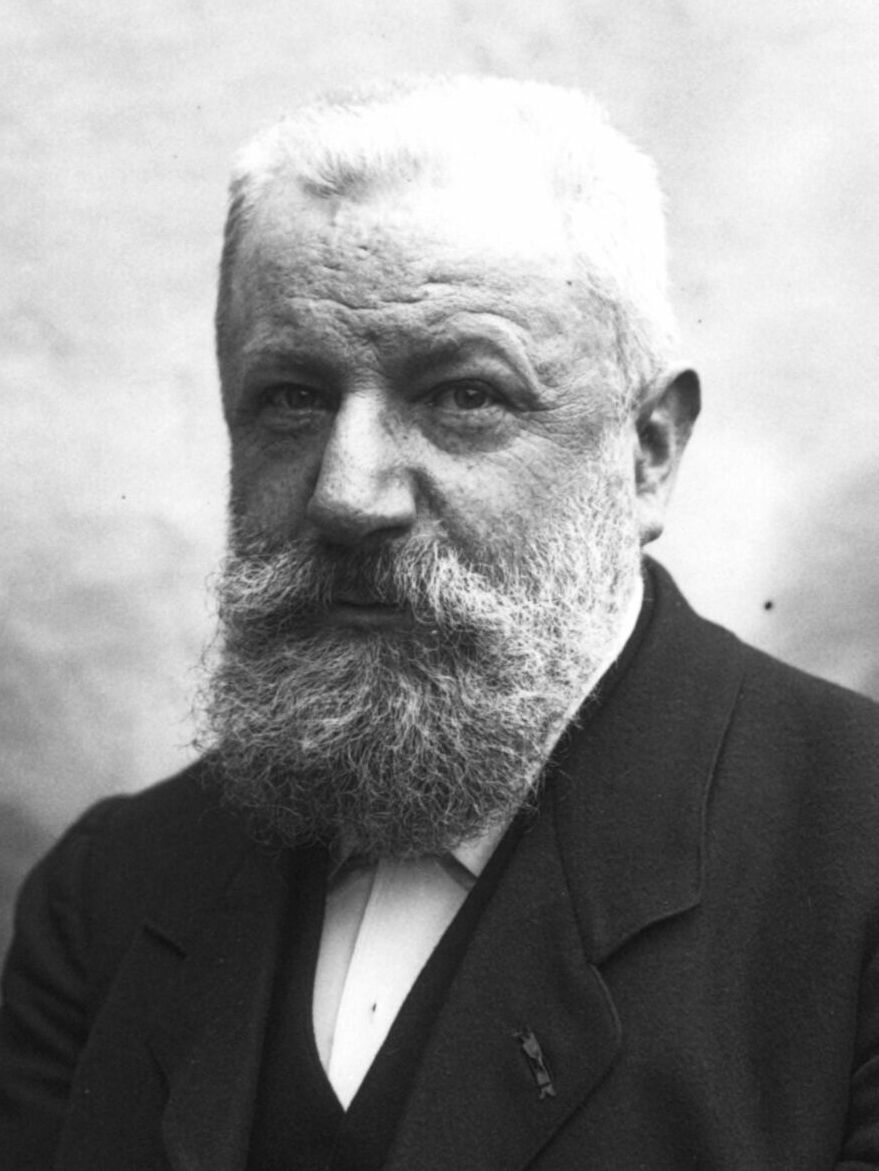
Fernand Forest.

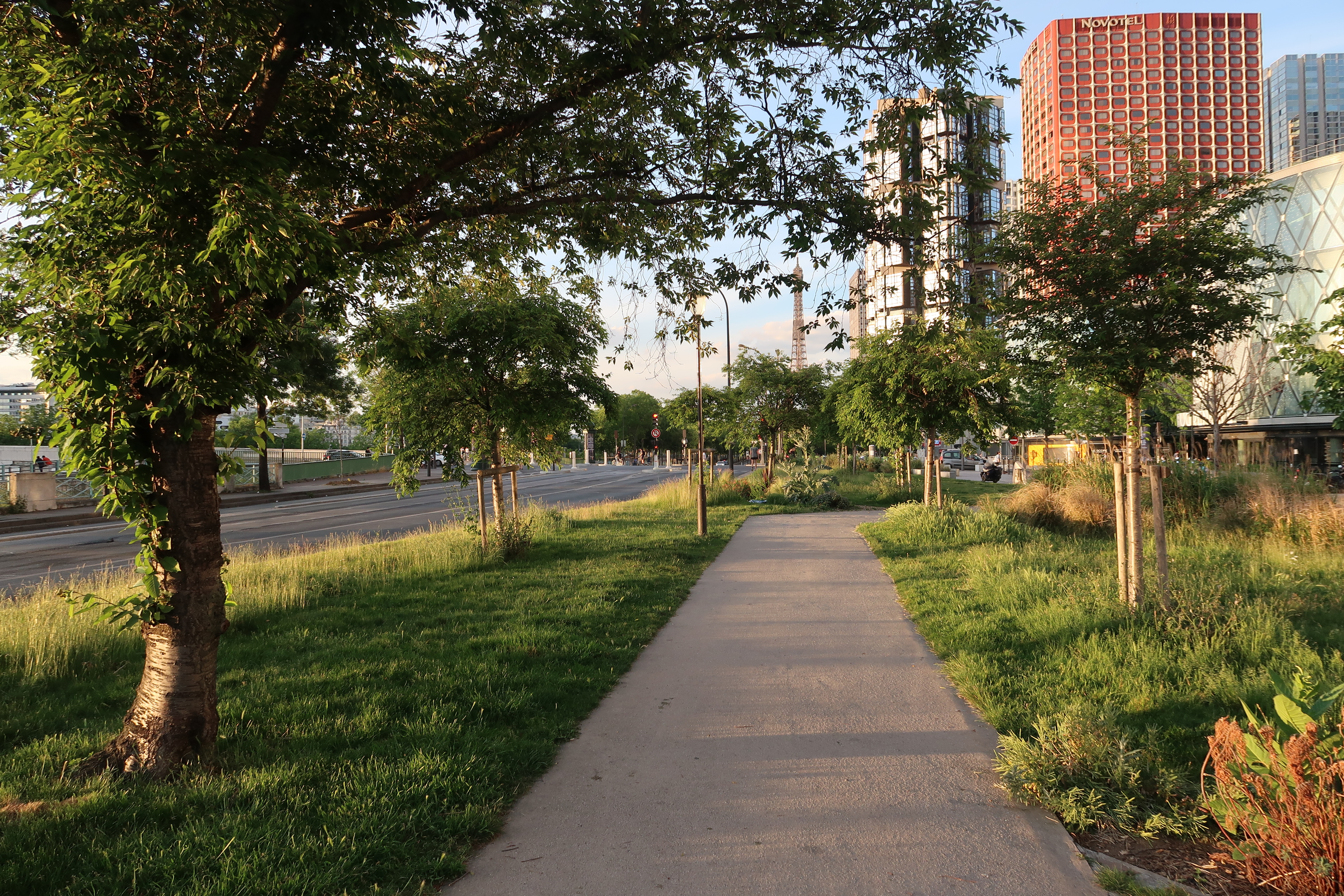
Espace vert.

Elle porte le nom de l'ingénieur automobile Fernand Forest (1851-1914),. L'histoire de l'industrie automobile a en effet marqué le quartier : dans la première moitié du XXe siècle s'y trouvait notamment les usines Citroën du quai de Javel.

## Historique
La place est créée sur l'emprise des voies qui la bordent et prend sa dénomination actuelle en 1934. Elle portait auparavant le nom de « place du Pont-de-Grenelle »,.

## Bâtiments remarquables et lieux de mémoire
- Pont de Grenelle
- Centre commercial Beaugrenelle
- Front de Seine
- Quais de Javel, le long de la Seine